# Jan Arnošt Smoler
Jan Arnošt Smoler   (Merzdorf, 3 de març de 1816 - Bautzen, 13 de juny de 1884) fou un escriptor i gramàtic alemany en llengua sòraba.
El 1846 fundà a Budyšin la societat cultural i literària Macica Serbska (El Rusc Sòrab), que el 1848 evolucionarà a Towarstwo Macicy Serbske (Societat el Rusc Sòrab), amb cinc seccions dedicades a la lingüística, història i arqueologia, literatura i ciències, que publicarà la revista Casopis Towarstwo Macicy Serbske (Revista de la Matriu Soraba) i que fins al 1880 no obrirà una secció a Chósebuz.

## Obres
- Pjesnicki hornych a del'nych Luziskich Serbow (Cants populars sòrabs superiors i inferiors, 1842-1844), recull de poemes populars